# Lazi Turopoljski
Lazi Turopoljski – wieś w Chorwacji, w żupanii zagrzebskiej, w mieście Velika Gorica. W 2011 roku liczyła 57 mieszkańców.